# Greyhill Incident
Greyhill Incident est un jeu vidéo de science-fiction et d'horreur sorti en 2023 et mettant en scène une invasion extraterrestre dans la ville fictive de Greyhill. Très attendu avant sa sortie, il reçoit ensuite des critiques très négatives en raison de ses défauts techniques et de sa faible durée de vie.  

## Synopsis
Au début des années 1990, Ryan Baker vit dans la petite ville rurale de Greyhill aux États-Unis. Un soir, des événements étranges commencent à se produire et Ryan assiste à l'atterrissage d'une soucoupe volante dans un champ voisin. Isolés, les habitants de la région ne peuvent compter que sur eux-mêmes pour échapper aux extraterrestres et au sort qu'ils leur réservent.

## Système de jeu
Greyhill Incident est un jeu en vue à la première personne, mélangeant phases d'exploration et de furtivité. La progression s'effectue en accomplissant différentes tâches (retrouver des personnages, récupérer des objets spécifiques, etc.) qui font progresser dans l'histoire. Les aliens hostiles peuvent être évités en utilisant différents stratégies où affrontés directement avec la batte de baseball et le revolver ramassés en début de partie. Différents éléments peuvent être récupérés afin d'en apprendre plus sur le contexte de l'invasion extraterrestre et sur la ville de Greyhill. 

## Réception critique
Bien que très attendu, Greyhill Incident reçoit un accueil négatif, voire très négatif à sa sortie. Les critiques pointent les faiblesses techniques du titre qui est complètement dépassé pour un jeu sorti en 2023, sa très faible durée de vie et sa narration scénaristique peu efficace,.  Toutefois, son ambiance horrifique assez réussie est souvent reconnue,.